# Tex Avery

Tex Avery desenat de Chuck Jones.

Frederick Bean "Fred/Tex" Avery (n. 26 februarie, 1908 – d. 26 august 1980) a fost un realizator de desene animate, grafician, voice artist și regizor american. Face parte din Epoca de aur a animației hollywoodiene. Cea mai mare parte a activității lui se leagă de studiourile Warner Bros și Metro-Goldwyn-Mayer. Este creatorul personajelor Daffy Duck, Bugs Bunny, Droopy, Screwy Squirrel, George și Junior. A preluat și dezvoltat caracterele Porky Pig și Chilly Willy (acesta din urmă pentru studioul Walter Lantz ) în faimoasele personaje de desen animat pe care le cunoaștem astăzi. Stilul său a exercitat o influență considerabilă asupra animației americane din deceniile '40 și '50. Una din cele mai revoluționare abordări a fost renunțarea la realismul lui Disney în favoarea unui grad de libertate sporit; astfel, animatorii au fost încurajați să își înzestreze personajele cu puterea de a realiza acțiuni ce nu puteau fi făcute în filmele cu actori în carne și oase. Fraza sa „Poți face orice într-un desen animat” se regăsește în cele mai multe dintre creațiile sale. Avery a conferit vocea sa mai multor creaturi din desenele sale, precum lui Santa Claus în Who Killed Who?).

## Biografie

### Primii ani
Tex Avery a fost fiul lui George Walton Avery (b. 8 iunie 1867 - d. 14 ianuarie 1935) și a lui Mary Augusta "Jessie" Bean (1886 - 1931) născut în Taylor, Texas. Tatăl său era originar din Alabama. Mama provenea din Buena Vista, Chickasaw County, Mississippi. 
Avery s-a format în orașul natal Taylor, unde în 1927 a absolvit North Dallas High School. Poate cel mai important lucru din acea perioadă este una din expresiile populare în liceu, și anume "What's up, doc?", devenită faimoasă odată cu Bugs Bunny în anii '40.
Avery și-a început cariera în animație la studioul Walter Lantz la începutul anilor '30, lucrând la majoritatea desenelor animate din seria Oswald the Lucky Rabbit a anilor 1931-35. Genericul original îl arată ca 'animator', însă Avery a susținut mai târziu că a fost director de imagine. În această perioadă artistul s-a accidentat cu o clamă la ochiul stâng, având drept urmare pierderea vederii la acel ochi. Există voci care susțin că bidimenisonalitatea creațiilor sale se datorează lipsei unei percepții vizuale profunde.

### Termite Terrace
Avery s-a mutat în studioul lui  Leon Schlesinger în 1935, convingându-l pe acesta să-l lase în fruntea echipei de animatori și să/i permită realiyarea de filme animate în maniera pe care o dorea.  Schlesinger a acceptat, creând o "echipă Avery", din care făceau parte artiști ca Bob Clampett și Chuck Jones. Echipa își va desfășura activitatea într-o clădire proprie aparținînd studiorilor Warner Bros. Echipei i s-au încredințat realizarea de filme alb/negru Looney Tunes au numit noua locație "Termite Terrace", datorită numărului mare de furnici prezente în noua locație.
"Termite Terrace" a devenit denumirea neoficială întregului departament Schlesinger/Warners, în special datorită creațiilor echiepi lui Avery, ce au definit stilul companiei ce va deveni celebră ca "the Warner Bros. cartoon". Primul lor scurt-metraj , Gold Diggers of '49, este cel ce l-a transformat pe Porky Pig într-un veritabil star, fiind și punctul de plecare al experimentelor lui Avery.

## Creația starurilor Looney Tunes
Avery, împreună cu Clampett, Jones, și noul director asociat Frank Tashlin, au pus bazele unui stil ce a detronat studioul  Disney din postura filmelor de animație scurte, creând o serie de staruri animate faimoase în toată lumea. Avery a fost extrem de implicat; spirit perfecționist și entuziast, crea gaguri, conferea vocea sa personajelor(inclusiv faimosul râs "din burtă") și perfecționa timing-ul până la desăvârșire.

### Daffy Duck
Porky Pig, creația lui Duck Hunt a fost precursorul faimosului Daffy Duck, personaj înzestrat cu un tip de energie și agitație inedit în lumea desenelor animate. Daffy era tipul certăreț și necontrolabil, aparând în lumea desenului animat ca o explozie, strigând "Hoo-hoo! hoo-hoo" și vorbind extrem de repede și peltic cu o vocea dăruită de unul din veteranii de la Warner Mel Blanc.

### Bugs Bunny
Faimosul iepure își face prima dată intrarea în scenă într-un film din 1940 A Wild Hare , urmând scurtmetrajelor în care se lansase Daffy, realizate de către Ben Hardaway, Cal Dalton și Chuck Jones. Iepurele era un tip extrem de stăpân pe situație, baletând în jurul inamicilor și exasperându-i. A Wild Hare pune în scenă un cuplu de lungă durată, alături de Bugs fiind "distribuit" o creație recentă a studioului Elmer Fudd, reciclat din  personajul lui Avery Egghead, un tip micuț cu un nas mare, desenat după chipul și asemănarea comediantului Joe Penner. În film îl vedem pe Bugs apropiindu-se nonșalant de Elmer care  "vânează iepuri", întrebându-l cu calm: "What's up, doc?" (care-i treaba, moșule?). Audiența a reacționat pozitiv la situația "tensionată" dintre calmul iepurelui și o situație potențial periculoasă, Avery făcând din "What's up, doc?" fraza tipică personajului. Iepurele a fost "botezat" de cei din Warner după Ben "Bugs" Hardaway ce crease înaintea lui Avery un alt iepure mai puțin norocos.
Avery a fost director la doar patru filme animate cu Bugs Bunny: A Wild Hare, Tortoise Beats Hare, All This and Rabbit Stew, și The Heckling Hare. În această perioadă, a regizat și alte câteva scurtmetraje, ca parodia de călătorie The Isle of Pingo Pongo, povestea maltratată din care a ieșit The Bear's Tale, caricatura hollywoodiană Hollywood Steps Out și desen cu o clonă a lui Bugs Bunny The Crack-Pot Quail.
Colaborarea cu Schlesinger s-a încheiat la sfârșitul anului 1941, între Avery și producător intervenind o ceartă legată de finalul filmului The Heckling Hare. În varianta primului, Bugs si cainele de vânatoare trebuiau să cadă de pe panta de trei ori, ducând efectul comic la extrem. Greg Ford, istoric al animatiei, dezvaluie faptul ca Schlesinger a intervenit in sensul suprimarii unui moment in care personajele se adreseaza telespectatorior, anuntandu-i: vom face asta de trei ori, baieti! in favoarea unui final abrupt, in care personajele cad doar de doua ori si se opresc chiar deasupra solului, spunand: V=am pacalit, nu-i asa? Înfuriat, Avery a părăsit rapid studioul, lasand 3 filme neterminate( Crazy Cruise, The Cagey Canary și Aloha Hooey). Bob Clampett a reluat munca abandonată de Avery, finalizând cele 3 filme de animație.

### Animale vorbitoare
Lucrând pentru Schlesinger, Avery a creat un concept de animație bazat pe filmările cu animale reale. Schlesinger nu a fost interesat de ideea aceasta, așa că Avery a apelat la Jerry Fairbanks, producător al shorturilor Unusual Occupations pentru studioul Paramount Pictures. Fairbanks a acceptat ideea și seria Speaking of Animals a fost lansată. Avery a părăsit Warner, mergând la Paramount unde lucrează la primele 3 shorturi ale seriei înainte de a se angaja la Metro-Goldwyn-Mayer.

### Avery la MGM
A fost angajat în 1942. Aici a creat porsonaje și seriale de animație ca Droopy, Screwy Squirrel, George și Junior, Red Hot Riding Hood, The Blitz Wolf(parodie despre Hitler nominalizată în 1946 la Premiul Oscar), Bad Luck Blackie, Magical Maestro, Lucky Ducky, și King-Size Canary. A părăsit compania în 1953.

### După MGM
În perioada 1954-1955: a creat scurt metrajele: Crazy Mixed-Up Pup, Shh-h-h-h-h,I'm Cold și The Legend of Rockabye Point, care-l aveau ca personaj principal pe pinguinul Chilly Willy. În anii '60 produce reclame animate. Ultima dată a fost angajatul companiei Hanna-Barbera Productions.

## Deces
A murit la 26 august 1980 la spitalul St. Joseph's din Burbank, California la vârsta de 72 de ani. Suferea de cancer la plămâni de un an. Este înmormântat la Cimitirul Forest Lawn - Hollywood Hills.

## Lista de seriale cu Tex Avery
- Tex Avery Show